# Heat (Dúné)
 For alternative betydninger, se Heat. (Se også artikler, som begynder med Heat)
"Heat" er en sang skrevet af det danske elektro-rock-band Dúné. Det er anden single fra gruppens andet studiealbum Enter Metropolis fra 2009. "Heat" udkom som single i Danmark den 2. juni 2009, og i Tyskland den 31. juli. Selve albummet blev udgivet i Europa den 14. august samme år, mens det blev tilgængelig i Danmark den 29. august.

## Historie
Singlen udkom som en såkaldt "dobbelt A-side single", med nummeret "Victim Of The City" som andet nummer på udgivelsen. Dette betyder at begge numre tæller lige meget, som da The Beatles udgav deres "Penny Lane/Strawberry Fields Forever" single i februar 1967. Dúné havde valgt denne fremgangsmåde, da bandet ville promovere "Heat" i Tyskland, mens "Victim Of The City" skulle have mere opmærksomhed i Danmark.
"Heat" udkom på både en cd og en hvid vinylplade. Det var pladeselskaberne New Gang of Robot's Rec. / Iceberg Records samt Sony BMG som stod for udgivelserne.
Musikvideoen til sangen havde premiere i midten af juli 2009.

## Produktion
Sangen blev ligesom resten af Enter Metropolis indspillet i Hansen Studios i Ribe.

### Personel

#### Musikere
- Sang: Mattias Kolstrup og Cecilie Dyrberg
- Kor: Ole Björn Sørensen og Piotrek Wasilewski
- Keyboards: Ole Björn Sørensen
- Synthesizer: Cecilie Dyrberg og Ole Björn Sørensen
- Guitar: Cecilie Dyrberg, Danny Jungslund og Simon Troelsgaard
- El bas: Piotrek Wasilewski
- Synthesizer bas: Piotrek Wasilewski
- Trommer: Malte Aarup-Sørensen
- Tambourin: Martin Pagaard Wolf

#### Produktion
- Producer: Mark Wills, Dan Hougesen og Dúné
- Masteringtekniker: Tom Coyne
- Komponist: Mattias Kolstrup, Ole Björn Sørensen, Cecilie Dyrberg, Danny Jungslund, Simon Troelsgaard, Piotrek Wasilewski og Malte Aarup-Sørensen
- Tekst/forfatter: Mattias Kolstrup